# Amtsgericht Lausick

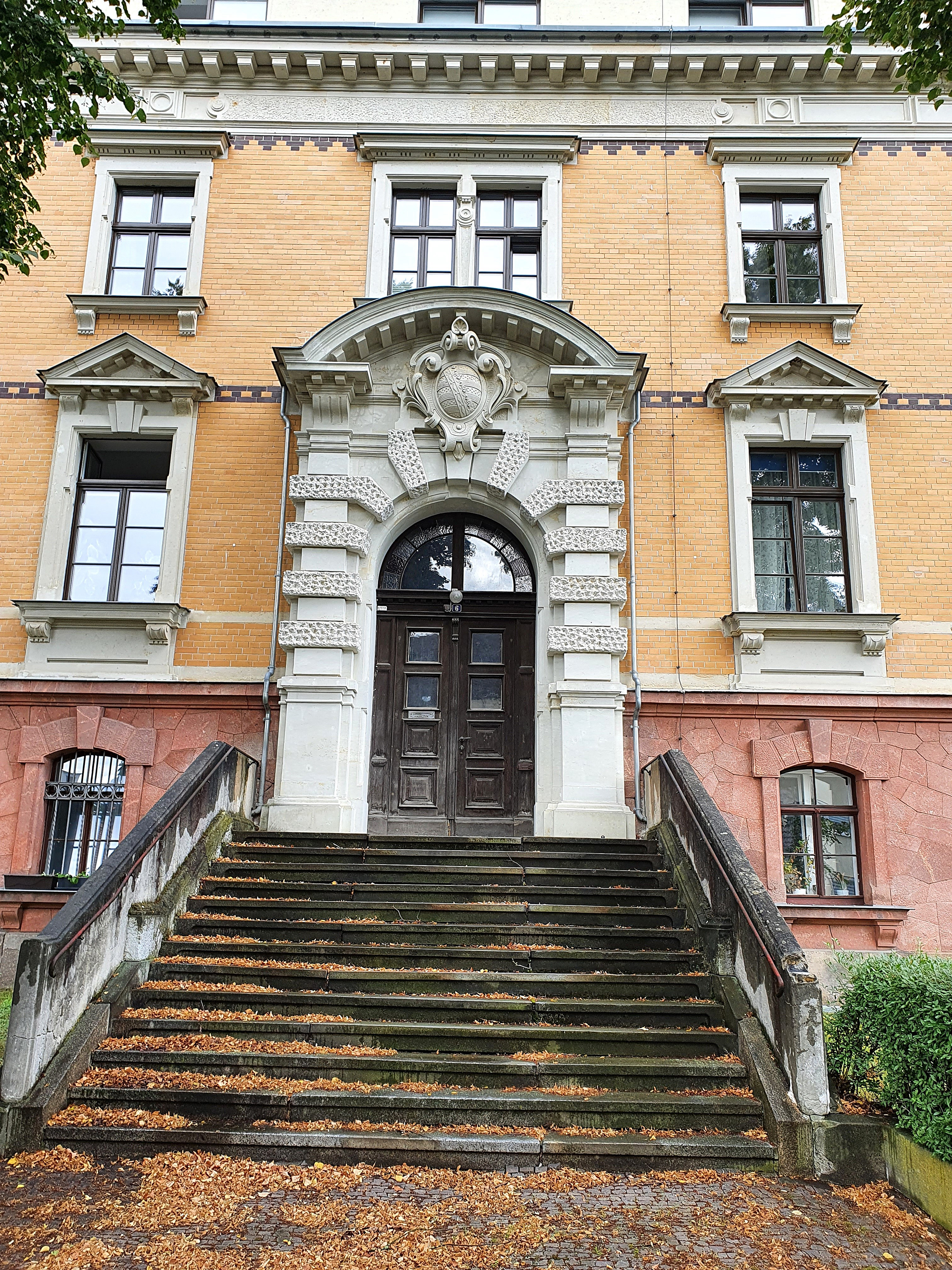
Eingangsportal des ehemaligen Gerichtsgebäudes (2021)

Das Amtsgericht Lausick (bis 1913 offiziell Amtsgericht Lausigk, dann Amtsgericht Bad Lausick) war von 1879 bis 1943/1952 ein Gericht der ordentlichen Gerichtsbarkeit und eines von 15 Amtsgerichten im Sprengel des Landgerichtes Leipzig mit Sitz in Bad Lausick.

## Geschichte
Von 1856 bis 1879 bestand in Lausick das Gerichtsamt Lausick als erstinstanzliches Gericht. Im Jahre 1874 wurde das Gerichtsamt Lausick aufgelöst. Entsprechend wurde mit den Reichsjustizgesetzen kein Amtsgericht Lausick eingerichtet. Zum 1. Juli 1898 wurde dann nachträglich ein Amtsgericht Lausick im Sprengel des Landgerichtes Leipzig gebildet. Sein Amtsgerichtsbezirk bestand aus der Stadt Lausick und 23 Landgemeinden. Diese waren vorher Teile der Amtsgerichtsbezirke Borna und Grimma gewesen.
Im Jahre 1943 wurde das Amtsgericht Lausick kriegsbedingt zu einer Nebenstelle des Amtsgerichtes Borna herabgestuft und war nun nur noch für die freiwillige Gerichtsbarkeit zuständig. Mit dem Gerichtsverfassungsgesetz vom 2. Oktober 1952 wurden das Amtsgericht Lausick in der DDR aufgehoben und das Kreisgericht Geithain an seiner Stelle eingerichtet. Gerichtssprengel war nun der Kreis Geithain.

## Gerichtsgebäude
Als Amtsgerichtsgebäude wurde das 1898 erbaute Gebäude Wilhelm-Pieck-Straße 6; 6a genutzt. Der repräsentative Klinkerbau im Stil der Neorenaissance ist ortsgeschichtlich und regionalgeschichtlich von Bedeutung und steht unter Denkmalschutz.